# Herbert von Einem
Herbert Günther Emilius von Einem (* 16. Februar  1905 in Saarburg, Elsaß-Lothringen; † 5. August 1983 in Göttingen) war ein deutscher Kunsthistoriker.

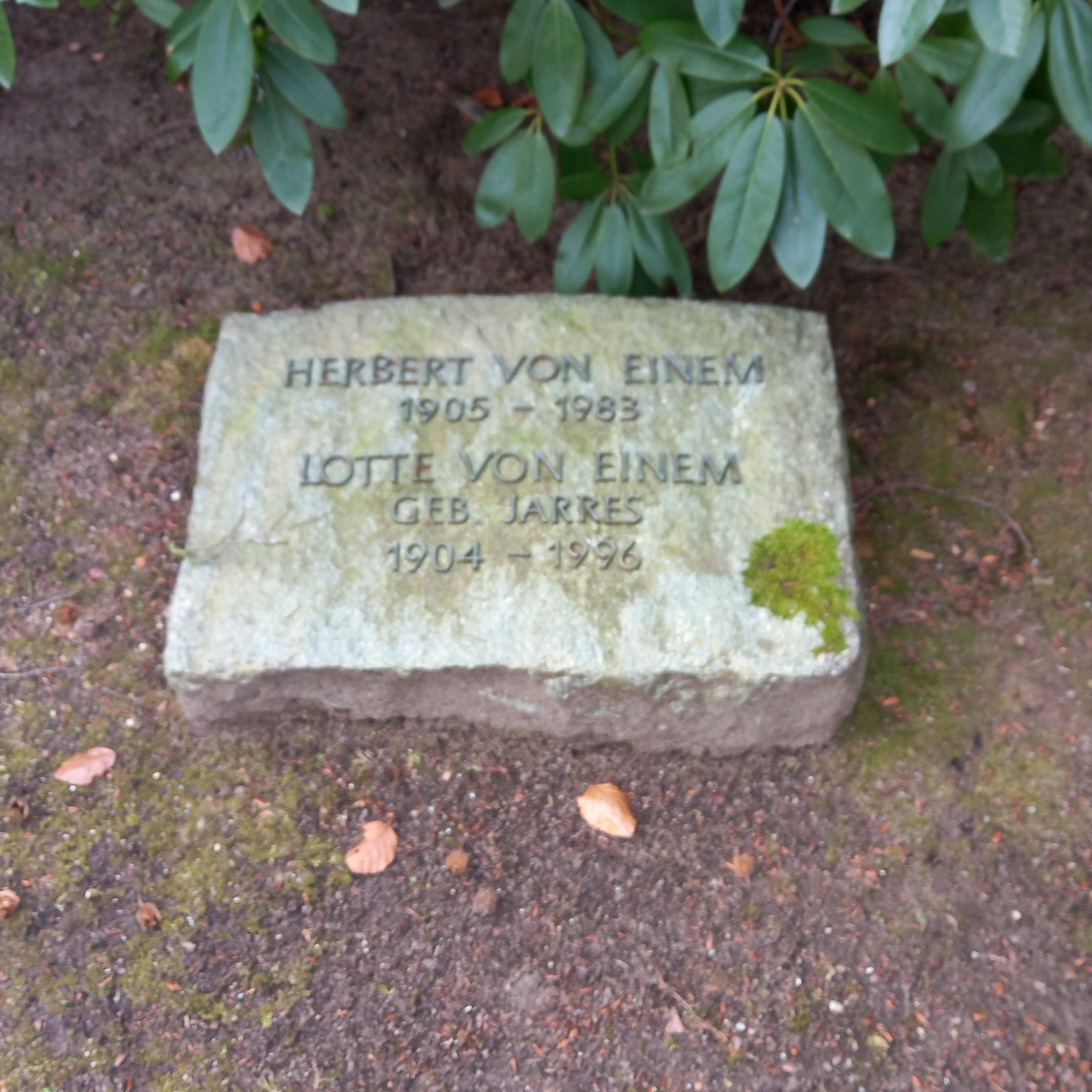
Das Grab von Herbert von Einem und seiner Ehefrau Lotte geborene Jarres auf dem Waldfriedhof Duisburg

## Leben und Werk
Herbert von Einem studierte Kunstgeschichte an den Universitäten in Göttingen, Berlin und München. 1928 wurde er bei Georg Graf Vitzthum, dem Leiter des kunsthistorischen Seminars in Göttingen promoviert. 1935 habilitierte er sich an der Universität Halle, wurde 1937 Assistent bei Vitzthum in Göttingen und 1938 dort Privatdozent. In einer Schrift setzte von Einem sich für eine völkisch definierte  Kunstgeschichte ein. Von 1943 bis 1945 erhielt er eine ordentliche Professur an der Ernst-Moritz-Arndt-Universität in Greifswald, die er infolge des Krieges nur sporadisch wahrnahm. 1943 wurde er Mitglied des NS-Dozentenbundes. 1953 wurde er zum korrespondierenden Mitglied der Göttinger Akademie der Wissenschaften gewählt. Seit 1963 war er korrespondierendes Mitglied der Bayerischen Akademie der Wissenschaften.
Nach dem Krieg lehrte er kurze Zeit in Hamburg, 1946 wurde er auf den Frankfurter Lehrstuhl am Kunstgeschichtlichen Institut der Universität Frankfurt am Main berufen und übernahm 1947 eine ordentliche Professur an der Rheinischen Friedrich-Wilhelms-Universität Bonn. Dort leitete er (neben Heinrich Lützeler (1902–1988)) das Institut für Kunstgeschichte, das er in den folgenden Jahren erheblich ausbaute. Mit Lützeler war er bis 1971 Herausgeber der Bonner Beiträge zur Kunstwissenschaft. 1970 wurde er emeritiert. Zu seinen Schülern gehört Reiner Haussherr.
Ein Teil des schriftlichen Nachlasses Herbert von Einems wird im Deutschen Kunstarchiv im Germanischen Nationalmuseum in Nürnberg verwahrt.

## Ehrungen
- 1976: Großes Verdienstkreuz des Verdienstordens der Bundesrepublik Deutschland
- vor 1980: Commendatore della Republica Italiana

## Veröffentlichungen
- Caspar David Friedrich, Rembrandt-Verlag, 1938 (mehrere Auflagen bis 1958).
- Beiträge zu Goethes Kunstauffassung, von Schröder, Hamburg, 1956.
- Deutsche Malerei des Klassizismus und der Romantik, 1760–1840, Beck, München, ISBN 978-3-406-03206-6.
- Michelangelo. Bildhauer, Maler, Baumeister, Gebr. Mann, Berlin, 1959 (mehrere Auflagen bis 1984, übersetzt in fünf Sprachen).
- Holbeins „Christus im Grabe“ (= Abhandlungen der geistes- und sozialwissenschaftlichen Klasse der Akademie der Wissenschaften und der Literatur in Mainz. Jahrgang 1960, Nr. 4).
- Die „Verklärung Christi“ und die „Heilung des Besessenen“ von Raffael (= Abhandlungen der geistes- und sozialwissenschaftlichen Klasse der Akademie der Wissenschaften und der Literatur in Mainz. Jahrgang 1966, Nr. 5).
- Das Programm der Stanza della Segnatura im Vatikan,  Westdeutscher Verlag, Opladen, 1971.
- Giorgione: der Maler als Dichter, Verlag der Akademie der Wissenschaften und der Literatur, In Kommission bei F. Steiner, Mainz-Wiesbaden, 1972.
- Die Medicimadonna Michelangelos,  Westdeutscher Verlag, Opladen, 1973.